# Land Rover Discovery Sport
El Land Rover Discovery Sport es un automóvil todoterreno del segmento D que el fabricante británico Land Rover comenzó a comercializar en 2014. Fabricado en Halewood, Inglaterra (Reino Unido), tiene carrocería de cinco puertas, motor delantero transversal, y se ofrece en versiones de tracción delantera y a las cuatro ruedas.
El Discovery Sport reemplaza al Land Rover Freelander, ubicándose por debajo del Land Rover Discovery y por encima del Range Rover Evoque. A diferencia de su antecesor, se ofrece en versiones de cinco y siete plazas. Entre sus rivales se encuentran el Acura RDX, el Alfa Romeo Stelvio, el Audi Q5, el BMW X3, el Cadillac XT4, el Infiniti QX50, el Lexus NX, el Lincoln MKC, el Jaguar F-Pace, el Mercedes-Benz Clase GLC, el Porsche Macan y el Volvo XC60.

## Primera generación (2014-2019)
El Discovery Sport de primera generación utiliza la misma plataforma del Range Rover Evoque contemporáneo. 
En su lanzamiento, el model tenía motores de origen Ford. El gasolina era un 2,0 litros de 240 CV, y un Diesel de 2,2 litros en variantes de 150 y 190 CV. A fines de 2015 se reemplazaron por motores del grupo Jaguar Land Rover. Se ofrecía con caja de cambios manual de seis marchas o automática de nueve marchas.

## Segunda generación (2019-presente)
La segunda generación del Discovery Sport se lanzó al marcado a fines de 2019. Es una evolución del modelo anterior, y su diseño exterior es muy similar.
Sus motores gasolina son un cuatro cilindros de 2,0 litros en variantes de 200, 249 o 290 CV, y un híbrido que combina un tres cilindros de 1,5 litros con un motor eléctrico  que erogan en total 309 CV. En tanto, el Diesel es un 2,0 litros en versiones de 163 y 204 CV. Los motores convencionales tienen caja de cambios manual de seis marchas o automática de nueve marchas, mientras que el híbrido tiene una caja de cambios automática de ocho marchas.